# La Chapelle-de-Brain
Chapelle-de-Brain (bret. Chapel-Braen) – miejscowość i gmina we Francji, w regionie Bretania, w departamencie Ille-et-Vilaine.
Według danych na rok 1990 gminę zamieszkiwało 887 osób, a gęstość zaludnienia wynosiła 50 osób/km² (wśród 1269 gmin Bretanii Chapelle-de-Brain plasuje się na 622. miejscu pod względem liczby ludności, natomiast pod względem powierzchni na miejscu 569.).